# Петля (элемент узлов)
Пе́тля́ (вероятно от нем. *fetil-, от глагола fassen — «хватать»; англ. bight, от нидерл. bocht — «бухта; гнуть») — изгиб верёвки. Название слова «петля» в европейских языках заимствовано из топографии, которое в узловязании приобрело три значения: первое — серединная часть верёвки (элемент узлов), отличаемая от концов; второе — дуга (или изгиб) на верёвке; третье — петлевой узел.

## Значения
В узловязании под словом «петля» могут подразумевать три значения:
1. Серединная часть верёвки, которую отличают от концов.
2. Дуга (или изгиб) на верёвке.
- Открытая петля — изгиб верёвки, у которой концы — свободны[23][24]
- Закрытая петля — изгиб верёвки, концы которой — соединены вместе, но не перекрещены[25]
- Колы́шка — изгиб верёвки, концы которой — соединены вместе и перекрещены[26][27][28][29]

3. Петлевой узел (петля) — замкнутая петля как на конце верёвки, так и на середине; переплетение ходового конца верёвки на коренном, например, «петлёй» называют бытовой узел, а также узлы, применяемые в охоте: удавка, «браконьерский» узел, бегущий булинь. Петлевой узел используют для тех же целей, что и штык — прикрепить верёвку к объекту, однако штык при снятии с объекта распадается, а петлевой узел сохраняет форму, если снять его с объекта и его можно использовать многократно. Петлевой узел задуман для накидывания его на объект (крюк, кол, сваю) после завязывания, а штык завязывают (ввязывают) непосредственно вокруг объекта. Петлевой узел, если ввязан в кольцо, то выполняет роль штыка. Петлевой узел зачастую просто называют «петлёй», однако в точном значении «петлёй» называют безузловой изгиб в средней части верёвки с сомкнутыми концами.

## Применение
Быт
Петли применяют в быту для накидывания на объекты (крючья, брёвна, колья). Также для рыбалки петлями привязывают крючки к леске.
Альпинизм
В альпинизме часто используют петли:
- Для выпрямления основной альпинистской верёвки и уменьшения трения между точками страховки используют петли оттяжек длиной 60—120 см
- Для создания станции страховки
- Для привязывания альпинистского снаряжения

Для создания петель используют репшнур, самостоятельно завязанный узлом (или готовые заводские петли из сшитых лент). Сшитая петля из ленты — прочнее, чем петля из репшнура, завязанного узлом. Готовые заводские сшитые петли из лент бывают из полиамида, дайнимы, сочетания полиамида и дайнимы вместе. Завязывание узла на петле из ленты значительно ослабляет петлю; также петлю из сшитой ленты нельзя использовать для ожидаемых динамических нагрузок и ни в коем случае нельзя использовать в качестве самостраховки. Петля — удобна в альпинизме для создания компенсационной петли станции на нескольких точках страховки.

## Фотогалерея

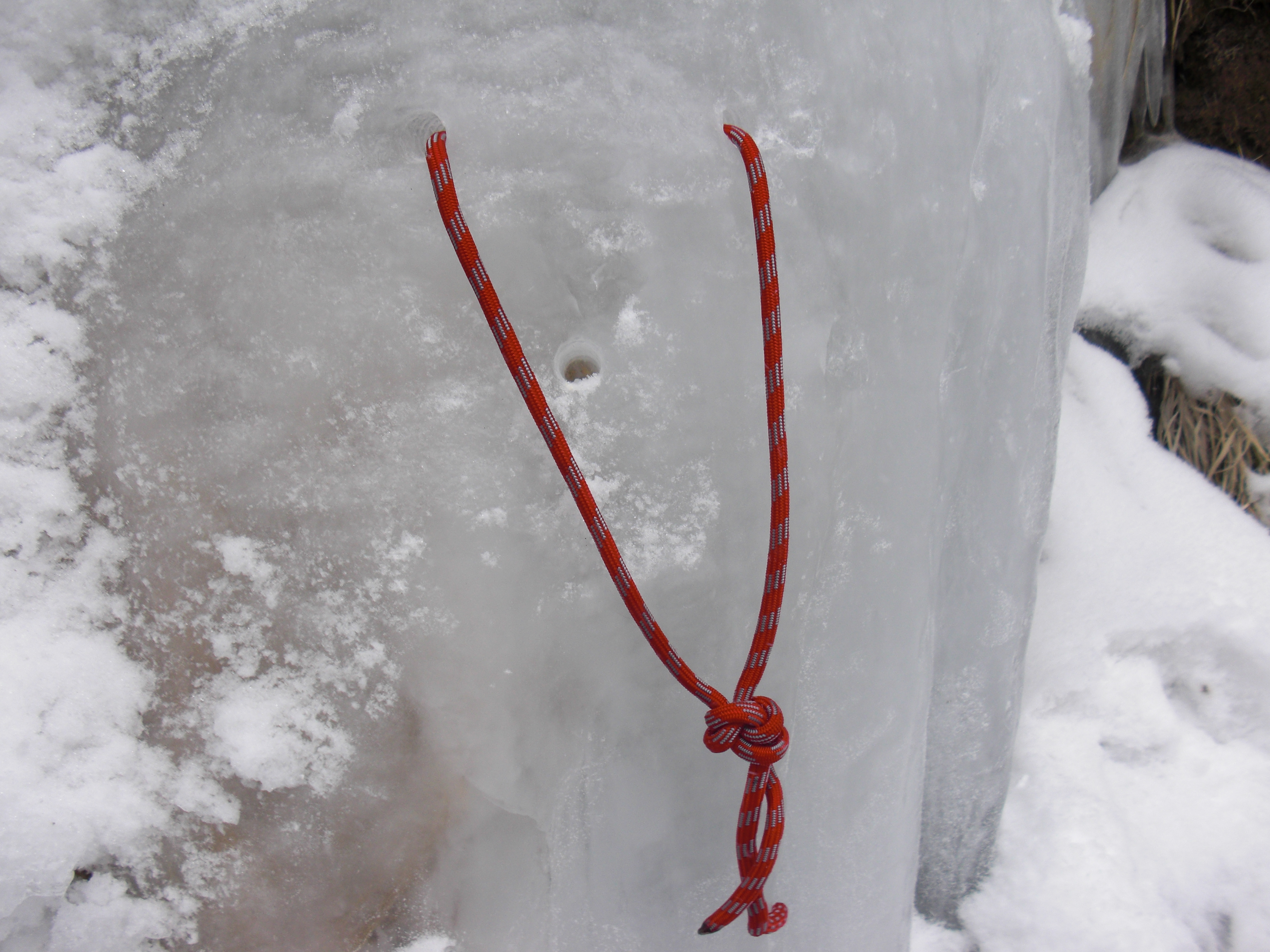
Абалаковская петля, альпинистская петля, связанная узлом
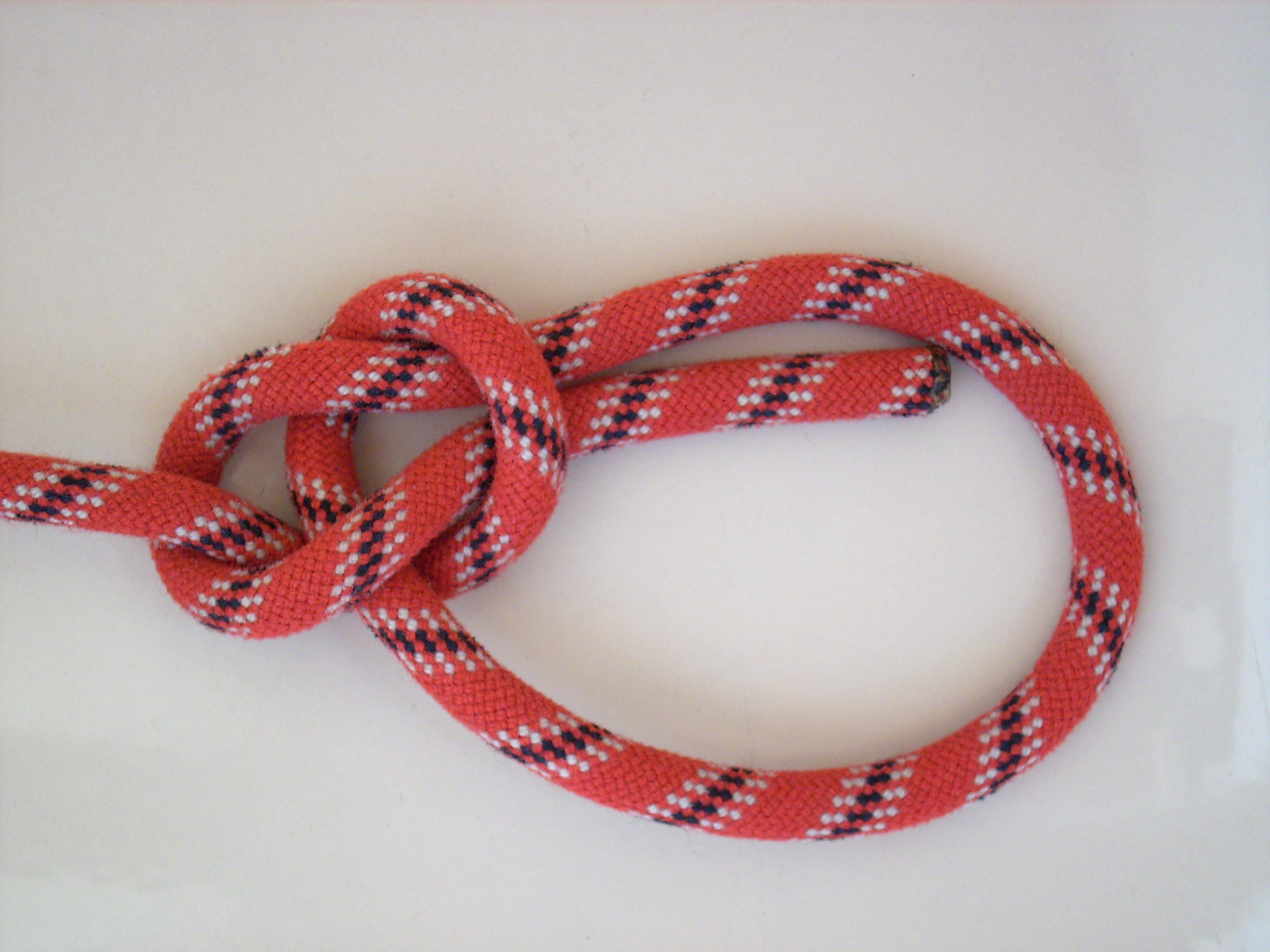
Морской петлевой узел «булинь»
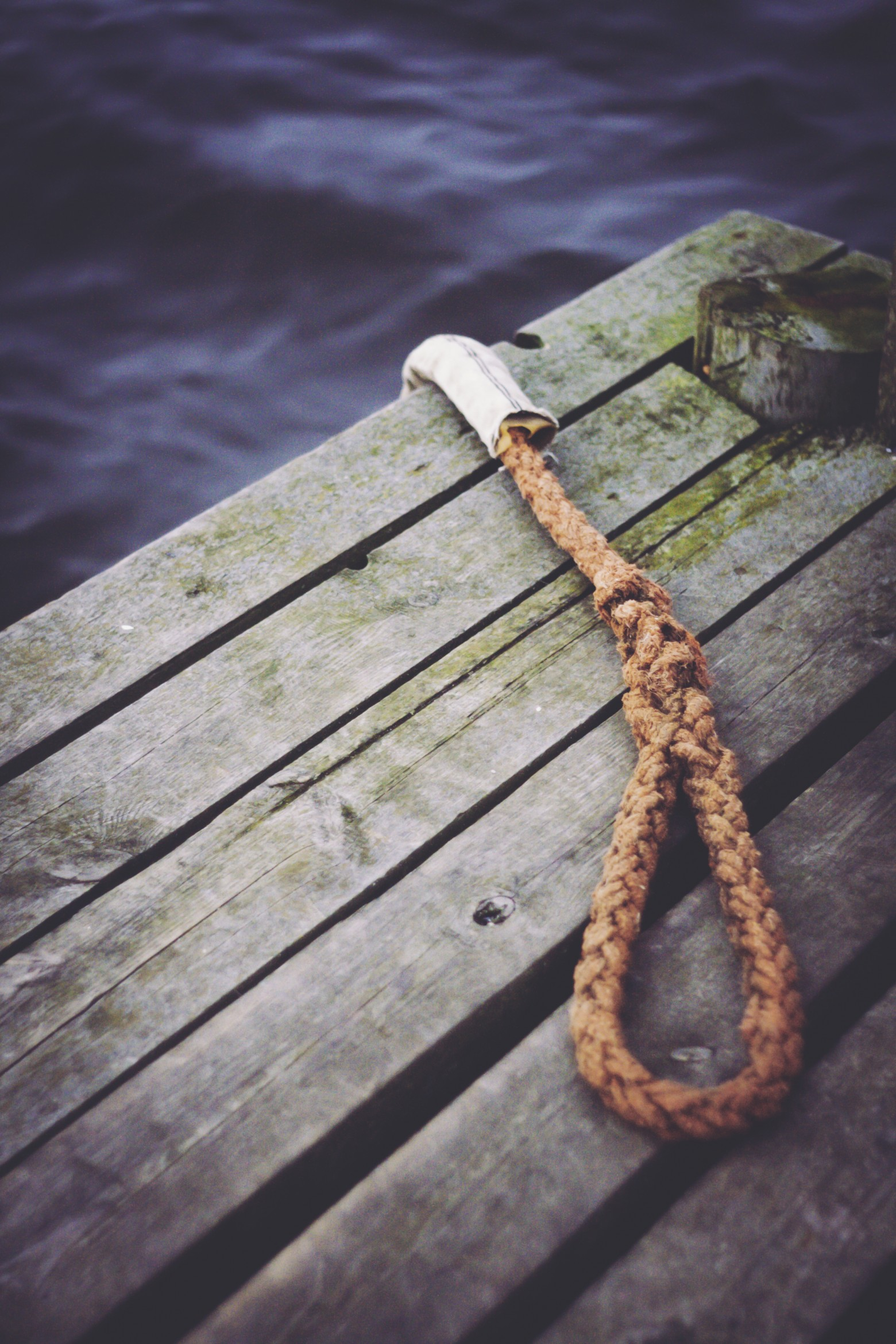
Швартовый канат, срощенный так, что образует петлю на конце — огон — более прочен, чем любой петлевой узел